# The Adventurer - Il mistero dello scrigno di Mida
The Adventurer - Il mistero dello scrigno di Mida  (The Adventurer: The Curse of the Midas Box) è un film del 2013 diretto da Jonathan Newman.
Il film è stato scritto da Christian Taylor e Matthew Huffman ed è basato sul romanzo Mariah Mundi di G. P. Taylor.

## Trama
Quando i suoi genitori scompaiono e suo fratello minore Felix viene rapito, il giovane Mariah Mundi si allea con l'enigmatico Will Charity per recuperare lo scrigno di Mida, un leggendario manufatto dotato di incredibili poteri. La loro avventura li porta al misterioso e maestoso Prince Regent, un enorme hotel a vapore su una piccola isola all'estremità dell'Inghilterra. Mariah, con l'aiuto della cameriera Sacha, deve svelare i segreti dell'isola per scoprire la verità dietro la scomparsa della sua famiglia e impedire al magnate Otto Luger di mettere le mani sul mistico scrigno.

## Produzione
Primo capitolo di quello che avrebbe dovuto essere un franchise cinematografico, il film è stato prodotto dalla società di produzione Entertainment Motion Pictures.
Le riprese si sono svolte in teatri di posa e luoghi in tutto il sud-ovest dell'Inghilterra, tra cui St Michael's Mount, Bristol, Bath, Charlestown Harbour, la stazione ferroviaria di Kidderminster Town e l'Abbazia di Lacock.

## Accoglienza
Il film ha ricevuto recensioni tiepide, elogiando il cast, ma critico nei confronti della trama e della regia. Su Rotten Tomatoes, il film ha un punteggio del 20%, una valutazione media di 5,0/10, basata su 15 recensioni di critici cinematografici professionisti. IndieWire ha ritenuto il film "noioso", citando una scrittura scadente, ma elogiando Headey. L'Hollywood Reporter ha elogiato il livello della produzione, ma lo ha visto come un "tentativo nato già morto" di avviare un franchise cinematografico.